# Strada europea E842
La strada europea E842 è una strada europea. Copre per intero il tracciato dell'A16 dei due mari con una lunghezza pari a 172 km, collegando dunque Napoli e la Campania con Cerignola e Canosa di Puglia.

## Percorso
Il numero di tale strada europea è pari, poiché la stessa segue una direttrice ovest-est o viceversa. L'E842 parte dall'allacciamento con l'A1 (E45) nelle vicinanze dell'aeroporto di Capodichino e segue semplicemente il tracciato della A16, passando per l'Irpinia (ove vi è l'intersezione con la E841) fino a raggiungere l'innesto con l'A14 (E55).
| NAPOLI-CANOSA     |            |                 |                  |
| Stato             | Tipologia  | Tratto          | Interconnessioni |
| Italia (bandiera) | autostrada | Napoli - Canosa | E45, E841, E55   |